# Посёлок Шахты № 8
Шахты № 8 — посёлок в Киреевском районе Тульской области в составе Приупского сельского поселения.

## География
Находится в центральной части Тульской области на расстоянии приблизительно 13 км на запад по прямой от города Киреевск, административного центра района.

## История
Как отдельный населённый пункт показан уже только на карте 1988 года.

## Население
Постоянное население составляло 38 человек в 2010 году.